# فيليب برتراند
فيليب برتراند (بالفرنسية: Philippe Bertrand)‏ هو نحات فرنسي، ولد في 1663 في باريس في فرنسا، وتوفي بنفس المكان في 1724.